# Vilafranca del Penedès
Vilafranca del Penedès (parfois en français : « Villefranche-du-Penedès ») est une ville de la province de Barcelone dans la communauté autonome de Catalogne en Espagne.
Elle est la capitale de l'Alt Penedès et est située sur l'axe majeur de communication de Barcelone à Tarragone et Valence. 
Vilafranca est connue à l'échelle internationale pour ses multiples vins et caves. L'histoire de Vilafranca a toujours été rattachée à la culture de ses vignes et malgré le phylloxéra qui la frappe à la fin du XIXe siècle, la viniculture reste la première source de richesse de tout le Penedès pendant le XXe siècle.
La ville est aussi connue pour les châteaux humaine (la ville compte trois groupes différents) ainsi que pour sa célèbre fête du mois d’août qui est déclarée comme « fête traditionnelle à intérêt national». Cette fête comprend une vingtaine de danses populaires en l'honneur de son patron, saint Félix.

## Géographie
C'est la capitale de la comarque d'Alt Penedès. Vilafranca est divisée en huit quartiers. D’abord, on trouve le quartier qui s’appelle Le Centre et qui englobe l’ancienne ville emmuraillée et les espaces de proximité. On y trouve les bâtiments les plus intéressants d’un point de vue historique et/ou architectonique, tels que l’église de Santa Maria ou le plus important espace commercial de la ville. Puis, il y a le quartier de l’Espirall où se trouve l’hôpital Comarcal, le quartier de la Barceloneta-Sant Magí avec la gare, le quartier du Poblanou qui est surtout résidentiel et le quartier de Sant Julià qui comprend toute la zone sportive. Enfin, il y a le quartier de Les Clotes, connu pour abriter l’ancien abattoir, actuellement transformé en centre culturel, le quartier d’El molí d’en Rovira et le quartier le plus récent: la Girada. Ce dernier, né comme un quartier résidentiel à proximité de la gare, compte déjà une multitude de services ainsi qu’une école primaire.

## Toponymie
Historiquement, elle était appelée Villefranche-du-Penedès en français.

## Histoire
Vilafranca del Penedès naît au début du XIIe siècle autour de l’ancienne tour Dela, qui se situe à proximité de la Via Augusta. Depuis la naissance de la ville, un marché est organisé. Grâce aux franchises concédées, sa situation géographique, l’absence de conflits avec les Sarrasins et l’impulsion que lui donne le comte de Barcelone, Vilafranca devient une des villes les plus importantes de la région.

### Époque médiévale
Pendant le XIIIe siècle, Vilafranca vit un important développement économique et social qui fait d’elle un point de commerce clé, statut qui découle également de sa situation stratégique à la confluence de diverses voies de communication. La structure de la ville est typique d'une ville médiévale emmuraillée, le centre se situe autour de l'église Sainte-Marie et des édifices s’élèvent pour l'aristocratie locale, tels que les palais Macià ou le Palais royal. On y trouve aussi le call juif.

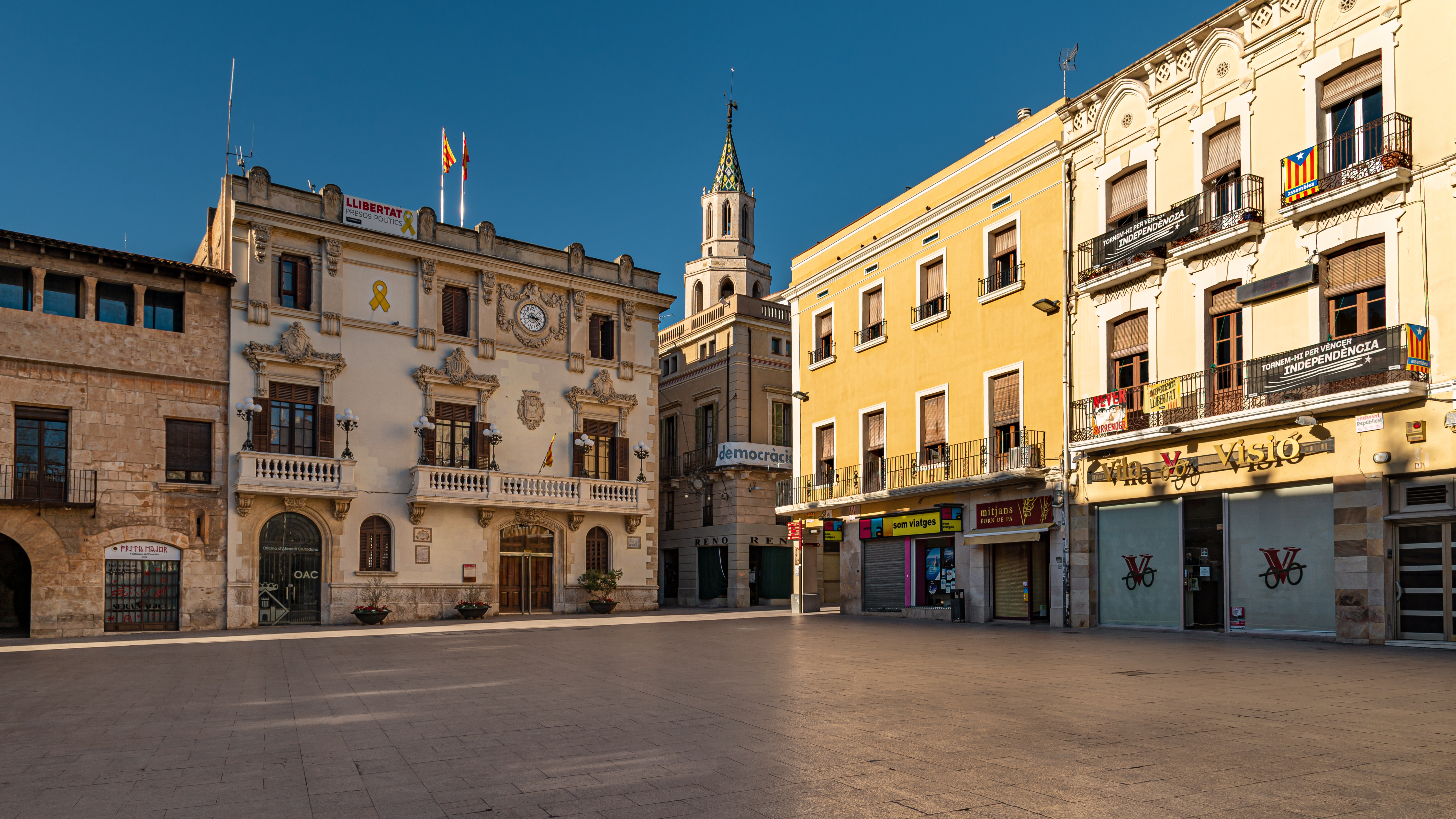
Place de la Vila, avec la maison communale.

### Époque moderne
Vilafranca vit une époque de croissance jusqu'au milieu du XIVe siècle, lorsque commence une période de guerres et d'épidémies qui touche fortement la ville. L'année 1333 est connue comme étant la première mauvaise année à cause de récoltes très peu fructueuses, suives d'épidémies de morve, de choléra et de grippe en 1530, 1558 et 1564. Une guerre civile se déclenche également (1462-1472), puis la guerre des Remences (1483-1486), la guerre des faucheurs et la guerre de Succession (1705-1715).
Cependant, Vilafranca ne cesse pas ses activités commerciales la viticulture se développe significativement jusqu'à ce que le phylloxéra la frappe à la fin du XIXe siècle. Cela entraîne une décroissance économique et démographique. Malgré cela, la viticulture redevient la première source de richesse déjà avant la fin du siècle.

### Époque contemporaine
Entre 1950 et 1981, Vilafranca connaît une période de croissance grâce à l’accueil de différentes industries et au développement continu du secteur du vin et des caves à vin, avec le fameux vin pétillant cava. Aujourd’hui, il s'agit d’une ville de moyenne dimension de Catalogne, dotée de tous les services et, pour laquelle il y a des perspectives de développement, en raison de ses bonnes voies de communication.

## Politique et administration

### Conseil municipal
La ville de Vilafranca del Penedès comptait 40 055 habitants aux élections municipales du 26 mai 2019. Son conseil municipal (en espagnol : Pleno del Ayuntamiento) se compose donc de 21 élus.
Depuis les premières élections municipales démocratiques de 1979, la ville a été dirigée pendant trente ans par le Parti des socialistes de Catalogne (PSC). Elle est depuis conduite par le centre droit nationaliste puis indépendantiste.

### Maires
| Mandat    | Maire | Maire                                            | Parti        | Majorité |
| --------- | ----- | ------------------------------------------------ | ------------ | -------- |
| 1979-1983 |       | Fèlix Sogas (ca)                                 | PSC          | 9 / 21   |
| 1983-1987 |       | Fèlix Sogas (ca) Juan Aguado Masdeu (1986)       | PSC          | 13 / 21  |
| 1987-1991 |       | Juan Aguado Masdeu                               | PSC          | 10 / 21  |
| 1991-1995 |       | Juan Aguado Masdeu                               | PSC          | 10 / 21  |
| 1995-1999 |       | Juan Aguado Masdeu                               | PSC          | 11 / 21  |
| 1999-2003 |       | Juan Aguado Masdeu                               | PSC          | 13 / 21  |
| 2003-2007 |       | Juan Aguado Masdeu Marcel Esteve i Robert (2004) | PSC          | 10 / 21  |
| 2007-2011 |       | Marcel Esteve i Robert Francisco Romero (ca)     | PSC          | 8 / 21   |
| 2007-2011 |       | Pere Regull (ca) (2009)                          | CDC          | 8 / 21   |
| 2011-2015 |       | Pere Regull (ca)                                 | CDC          | 9 / 21   |
| 2015-2019 |       | Pere Regull (ca)                                 | CDC / PDeCAT | 8 / 21   |
| 2019-2023 |       | Pere Regull (ca)                                 | PDeCAT       | 7 / 21   |
| 2023-2027 |       | Francisco Romero (ca)                            | PSC          | 8 / 21   |

## Démographie
La population (2008) est de 38 010 habitants.

## Culture
Le calendrier culturel de Vilafranca est bien rempli. Chaque époque de l’année correspond à une fête. L’année commence avec le défilé des Rois mages, puis viennent les fêtes de la Saint-Raymond et enfin, avant de la fin de l’hiver, la fête du Xató. Pour profiter du bon temps, les foires de mai sont organisées et pour accueillir l’été a lieu le Vijazz. Le plus grand moment festif est la fête patronale qui se déroule fin août. L’année finit avec la fête du coq et les marchés de noël.
La fête du Xató a lieu la troisième semaine de janvier et on peut y goûter les cinq types de ce plat traditionnel.
Les foires de mai durent quatre jours et constituent un événement important permettant de faire connaître ou invitant à acheter des machines et articles pour l’agriculture, l’industrie et le commerce.
Le Vijazz est une foire ayant pour objectif de promouvoir les vins et caves du Penedès pendant le premier weekend de juillet. Des activités de dégustations gastronomiques sont égayées par des représentations musicales avec des groupes de jazz nationaux et internationaux.
Enfin, le calendrier des fêtes atteint son apogée le 29 août, début de la Festa Major, déclarée fête traditionnelle à intérêt national pour sa richesse culturelle. En plus de la vingtaine de danses populaires qu’on peut y voir, il y a un défilé dans les rues en l'honneur de son patron saint Félix. Le 30 août, il y a une grande représentation de pyramides humaines. Vilafranca exécute aussi la figure la plus ancienne d’Europe datant du 1601: el drac. Actuellement il existe deux répliques exactes, une se fait à Vilafranca et l’autre en Belgique.

## Lieux et monuments

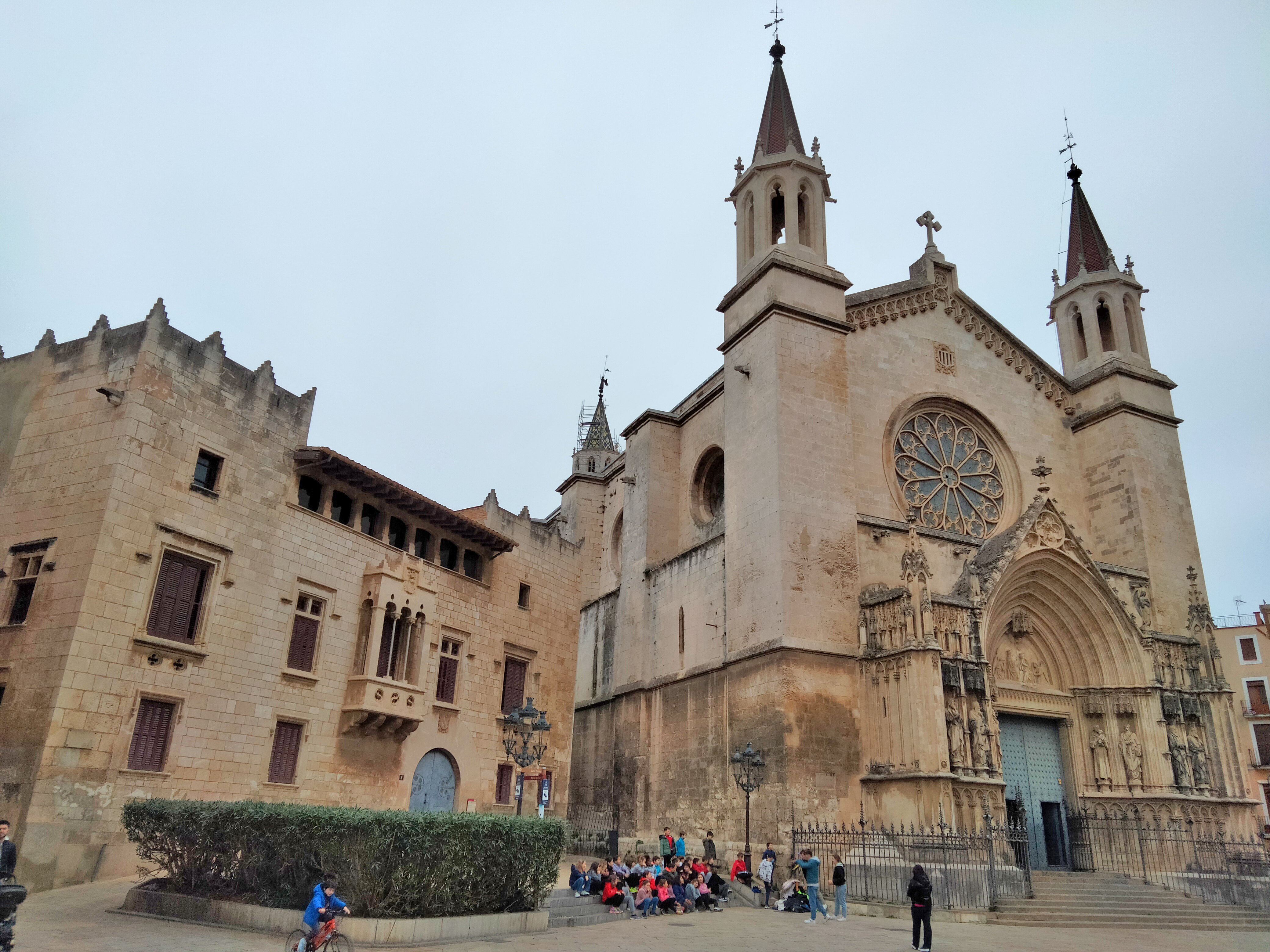
Place de Jaume I, avec le palais Baltà et la basilique de Santa Maria.

Vilafranca possède un important patrimoine historique, par ses édifices d’origine médiévale et ses constructions modernistes ou Art nouveau. La plupart des bâtiments d’origine médiévale se trouvent autour de la basilique Sainte-Marie (es) et la majeure partie des maisons modernistes de la fin du XIXe siècle et du début du XXe au long de la Ramblas, au long de laquelle il vaut la peine de se promener.
La basilique de Santa Maria est un édifice gothique construit sur une ancienne chapelle romane. Il s’agit du premier édifice paroissial de Catalogne construit dans ce style. Comme la plupart des églises catalanes, c’est une église à nef unique et ses cinq chapelles latérales sont séparées par des énormes contreforts. Entre ceux-ci, il est intéressant de prêter attention à la grande variété de gargouilles.
Un autre point d’intérêt est le cimetière de Vilafranca del Penedès, construit au début des courants romantiques du XIXe siècle. On peut y trouver des œuvres d’architectes reconnus tels que Santiago Güell. Ses tombes, mausolées et éléments ornementaux permettent à ce cimetière de  faire partie de l’ASCE (Association des cimetières remarquables d’Europe).
En ce qui concerne les musées, sont connus le VINSEUM (Musée de la culture du vin de Catalogne) dont le but est que les visiteurs découvrent la vie et les activités autour de la viniculture et la Maison de la fête patronale où s’exposent pendant tout l’année les figures et danses de la fête patronale,.

## Économie
Elle est connue internationalement pour son vin pétillant, (le cava catalan), et pour ses vins d'appellation de Penedès.

## Jumelages
La ville de Vilafranca del Penedès est jumelée avec :
- Bühl (Allemagne) depuis avril 2002 ;
- Puerto Cabezas (Nicaragua) depuis 1990 ;
- Melzo (Italie) depuis mai 1994 ;
- Novo Mesto (Slovénie) depuis 1994.

## Personnalités liées à la commune
- Raymond de Peñafort (vers 1180-1275) : saint né à Vilafranca ;
- Gloria Lasso (1922-2005) : chanteuse née à Vilafranca ;
- Joan Comas Pausas (1913-2005), peintre né à Vilafranca ;
- Josep Soler i Sardà (1935-2022), compositeur catalan né à Villafranca ;
- Eulàlia Valldosera (1963-) : artiste visuelle et sculptrice née à Vilafranca ;
- Marc Roca (1996-) : footballeur né à Vilafranca.